# Insieme - Partito per una Nuova Era
Insieme - Partito per una Nuova Era (in ungherese Együtt – A Korszakváltók Pártja), inizialmente conosciuto con la denominazione di Insieme 2014 (Együtt 2014), è stato un partito politico ungherese di orientamento socioliberale, fondato nel 2014 e sciolto nel 2018.

## Storia
Il partito è stato fondato nel 2012 dall'ex primo ministro Gordon Bajnai per contestare le politiche del governo di Viktor Orbán e, in particolare, per «ripristinare il sistema di pesi e contrappesi» che le riforme costituzionali di Orbàn hanno alterato.
In occasione delle elezioni parlamentari del 2014 concorre all'interno della coalizione di centrosinistra Unità, con Partito Socialista Ungherese, Coalizione Democratica, Dialogo per l'Ungheria e Partito Liberale Ungherese, ottenendo 3 deputati.
Alle successive elezioni europee del 2014 si presenta con Dialogo per l'Ungheria: l'alleanza ottiene il 7,25% ed elegge un solo europarlamentare, appartenente a Dialogo per l'Ungheria.

## Loghi

Logo iniziale
Logo dal 2018

## Risultati elettorali
| Elezione          | Voti                     | %                        | Seggi   |
| ----------------- | ------------------------ | ------------------------ | ------- |
| Parlamentari 2014 | Con MSZP - DK - PM - MLP | Con MSZP - DK - PM - MLP | 3 / 199 |
| Europee 2014      | 168.076                  | 7,25                     | 1 / 21  |
| 1.                |                          |                          |         |